# IJsclub Bleiswijk

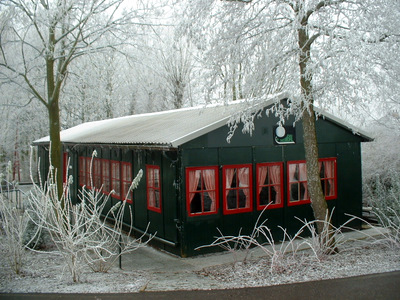
Het clubhuis van IJsclub Bleiswijk.

IJsclub Bleiswijk is een ijsclub uit Bleiswijk. De club organiseert kortebaanwedstrijden op de Lange Vaart. Daarnaast wordt de Molentocht samen met de ijsclub van Zevenhuizen georganiseerd.

## Oprichting
De club werd opgericht op 24 januari 1885 en is daarmee de oudste club uit Bleiswijk.
Veertig leden betaalden ieder een gulden zodat er veertig gulden in kas was, die tegen een rente van vier procent werd uitgezet, waardoor het beginkapitaal werd verhoogd tot ƒ 41,60.
De volgende vergadering werd gehouden in de herberg De Zwaan.
P.C. Stoop opent de bijeenkomst en begint aan de vergaderden voor te stellen om een IJsclub op te richten en wel om niet uitsluitend voor de armen dit te doen strekken. Hij is van mening om een Ijsclub op te richten die alleen voor de armen is  en gelooft dat het beter is een IJsclub op te richten zoals er bijvoorbeeld een te Zevenhuizen bestaat en niet uitsluitend voor de armen. Na enige discussie stelt de  voorzitter voor om het reglement zoals dat in Zevenhuizen in gebruik is en alle aanwezigen stellen hiermee in.
Waarna de Commissarissen uit hun midden een bestuur kiezen kunnen op nader te bepalen vergadering.

## Clubhuis De Sneeuwbal Lange Vaart 17a
Op 14 november 1981 verrichtte erevoorzitter Kees Oosterlaan de opening van het clubhuis "De Sneeuwbal". Het clubhuis is, als vervanging van het vorige gebouw, tijdens de zomer van 1981 door zelfwerkzaamheid van de leden gebouwd. 

## De molentocht op de Rottemeren
De Rottemerentocht is een schaatswedstrijd en behoort tot de veertien natuurijsklassiekers die in Nederland op natuurijs worden gereden. De wedstrijd wordt onregelmatig (afhankelijk van de ijssituatie) gehouden op de Rottemeren. Start en finish zijn in Zevenhuizen.
In 1979 werd er voor de eerste keer een schaatsmarathon gehouden over 200 kilometer op de Rottemeren. Er zijn tot en met 11 januari 1997 in totaal 6 edities van de Rottemerentocht georganiseerd.
In de winter van 1979 begon een mooie traditie. op de Rottemeren werd een wedstrijd georganiseerd.
Initiatiefnemer was Klaas Verwey, een schaatsliefhebber uit het dorp, die al jaren actief was als sponsor van tal van rijders als sprinter Jan Bazen, 
Ria Visser en marathonrijders als Rien de Roon en Jan van Capelle. 
Alle toppers stonden aan de start. Dries van Wijhe won de marathon na een verbeten wedstrijd met Jos Niesten,
die de wedstrijd zou winnen in 1982 en 1985.
In 1997 koos de organisatie voor een wedstrijd over 120 kilometer, waarin Hans Pieterse uit de sterkste was. Met vijf organisaties over 200 kilometer is de Rottemerentocht in Nederland de meest gereden wedstrijd over deze afstand na de Elfstedentocht.

### Uitslagen
|    | Jaar | Datum       | Wedstrijd          | Mannen  | Mannen            | Mannen  | Vrouwen  | Vrouwen             | Vrouwen |
| Km | Jaar | Datum       | Wedstrijd          | Winnaar | Tijd              | Km      | Winnares | Tijd                |         |
| -- | ---- | ----------- | ------------------ | ------- | ----------------- | ------- | -------- | ------------------- | ------- |
| 1  | 1979 | 27 januari  | 1e Rottemerentocht | 200     | Dries van Wijhe   | 6:13:05 | 200      | Lenie van der Hoorn | 6:59:00 |
| 2  | 1982 | 16 januari  | 2e Rottemerentocht | 200     | Jos Niesten       | 5:42:48 | 190      | Lenie van der Hoorn | 5:57:00 |
| 3  | 1985 | 17 februari | 3e Rottemerentocht | 200     | Jos Niesten       | 5:52:45 | 200      | Ineke Kooiman       | 6:21:15 |
| 4  | 1986 | 21 februari | 4e Rottemerentocht | 200     | Evert van Benthem | 5:30:10 | 100      | Ingrid Paul         | 2:51:10 |
| 5  | 1991 | 13 februari | 5e Rottemerentocht | 200     | Jan Eise Kromkamp | 6:20:50 | 190      | Lenie van der Hoorn | 6:40:00 |
| 6  | 1997 | 11 januari  | 6e Rottemerentocht | 123,5   | Hans Pieterse     | 3:32:34 | 57       | Janneke Dickhout    | 1:46:16 |